# Nanosaurus
Genre
Espèce
Nanosaurus (« petit lézard » ou « lézard nain ») est le nom donné à un genre de dinosaure néornithischien  qui vivait il y a environ 155 à 148 millions d'années, au cours du Jurassique supérieur. Ses fossiles sont connus de la Formation de Morrison dans le sud-ouest des États-Unis. Le type et la seule espèce, Nanosaurus agilis,, a été décrit et nommé par Othniel Charles Marsh en 1877. Le taxon a une histoire taxonomique compliquée, en grande partie par le travail de Marsh et Peter M. Galton, impliquant les genres Laosaurus, Hallopus, Drinker, Othnielia et Othnielosaurus, les trois derniers étant maintenant considérés comme des synonymes de Nanosaurus,. Quoique Othnielosaurus consors reste accepté par d'autres,. Il avait historiquement été classé comme un Hypsilophodontidae ou Fabrosauridae , types de petits herbivores bipèdes, mais des recherches plus récentes ont abandonné ces groupements considérés comme paraphylétiques et Nanosaurus est aujourd'hui considéré comme un membre basal des Neornithischia.

## Étymologie
Othnielia doit son nom à un chasseur de fossiles américain du XIXe siècle et professeur de l'université Yale, Othniel Charles Marsh.
À sa découverte en 1877, ce dernier lui donna le nom de Nanosaurus. Mais il fut renommé 100 ans plus tard Othnielia en hommage à ce pionnier de la paléontologie. Puis de nouveau Nanosaurus en 2020. Nom actuellement accepté.

## Description
Nanosaure est connu grâce à des matériaux provenant de toutes les parties du corps, y compris deux squelettes, bien que le crâne soit encore mal connu.  C'était un petit animal, 2 mètres de longueur et un poids de 10  kilogrammes. 
C'était un dinosaure bipède avec des membres antérieurs courts et de longs membres postérieurs avec de grands processus pour les attachements musculaires.  Les mains étaient courtes et larges avec des doigts courts. La tête était petite. Il avait de petites dents de joue en forme de feuille (triangulaires et avec de petites crêtes et denticules tapissant les bords avant et arrière) et des dents prémaxillaires avec moins d'ornementation. 
Comme plusieurs autres dinosaures néornithischiens, tels que Hypsilophodon, Thescelosaurus et Talenkauen, Nanosaurus avait de fines plaques allongées le long des côtes. Appelées plaques intercostales, ces structures étaient d'origine cartilagineuse.

## Mode de vie
La présence d'émail sur ses dents pourrait être expliquée par le fait que Nanosaurus mangeait peut-être des végétaux durs et fibreux. Ce type d'aliments expliquerait aussi la présence de bajoues destinées à retenir les aliments dans sa gueule pendant la mastication.
Ce dinosaure est contemporain de Apatosaurus, Diplodocus, Brachiosaurus, Stegosaurus ou encore d'Allosaurus.